# جامعة قازان التكنولوجية
جامعة قازان الوطنية للأبحاث التكنولوجية هي مجمع تعليمي علمي مبتكر، تضم 15 معهداً أكاديمياً وبحثياً، وتدير برامج البكالوريوس والماجستير والدكتوراة في أكثر من 100 تخصص. يلتحق بالجامعة ما يزيد عن 27000 ألف طالب في المرحلة الجامعية الأولى و900 طالب دكتوراة و100 طالب ماجستير من روسيا والدول الأخرى. توظف الجامعة حوالي 300 بروفيسور من حملة درجة دكتور في العلوم (درجة أعلى من الدكتوراة في روسيا) و800 أستاذ مساعد يحملون درجة الدكتوراة. أما موازنة الجامعة فقد ارتفعت لتصل لـ 1.4 بليون روبل.
أما المؤسسات الشريكة مع جامعة قازان الوطنية للأبحاث التكنولوجية فهي 24 جامعة ومراكز أبحاث ومؤسسات تعليمية دولية في 13 دولة. تعتبر الجامعة واحدة من الجامعات الروسية الستة الأعضاء في شبكة جامعات أوراسيا الباسيفيكية.

## التاريخ
اشتقت الجامعة من كلية قازان الصناعية المتحدة التي افتتحت عام 1897. عام 1919، تحولت إلى معهد بوليتكنيك قازان، وفي عام 1930 تأسس معهد قازان للتكنولوجيا الكيميائية من معهد البوليتكنيك وكلية الكيمياء في جامعة قازان. عام 1992، تم تغيير اسم معهد قازان للتكنولوجيا الكيميائية ليصبح «جامعة قازان التكنولوجية». عام 2010، ضمّت الجامعة معهد الأبحاث الوطني وأعطته اسمها.

## المعاهد
تدير الجامعة 13 معهداً بين معاعد أبحاث ومعاهد أكاديمية، تقدم 100 تخصص ضمن برامج البكالوريوس والماجستير والدكتوراة. سجل في هذه البرامج 27000 طالب بكالوريوس وماجستير و900 طالب دكتوراة و100 طالب درجة دكتور الروسية من دول مختلفة. توظف المعاهد حوالي 300 بروفيسور من حملة درجة دكتور في العلوم و800 أستاذ مساعد من حملة درجة الدكتوراة.

## معاهد أكاديمية
- Institute of Chemical Engineering and Technology
- Institute of Petroleum, Chemistry and Nanotechnologies
- Institute of Mechanical Engineering for Chemical and Petrochemical Industry
- Institute of Polymers
- Institute of Light Industry, Fashion and Design
- Institute of Automated Control Systems and Information Technologies
- Institute of Administration, Economics and Social Technologies
- Institute of Food Engineering and Biotechnology
- Institute of Military Education
- Institute of Additional Professional Education
- Institute of Lifelong Education
- Corporate University

## معاهد الأبحاث والتصميم
- Design Institute “Soyuzhimpromprojekt”
- Research Institute “Speckauchuk”

## روابط خارجية
- الموقع الرسمي باللغة الإنجليزية و باللغة الروسية (بالروسية والإنجليزية)